# Zunge (Tonerzeuger)
Eine Zunge ist ein an der Schwingungserzeugung beteiligtes Bauteil vieler Musikinstrumente. Sie ist ein einseitig befestigtes Blättchen aus flexiblem Material, das von einem Luftstrom zum Schwingen gebracht wird.

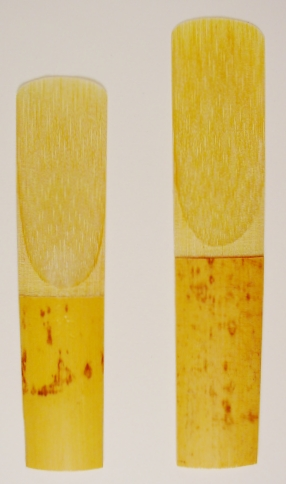
Rohrblätter von Alt- und Tenorsaxophon

## Grundtypen

### Rohrblatt
Zahlreiche Holzblasinstrumente haben Rohrblätter und werden daher auch Rohrblattinstrumente genannt. Diese Art der Zunge zeigt keine stark ausgeprägte Eigenfrequenz, sondern die Schwingungsfrequenz (Tonhöhe) wird von der Luftsäule im Instrument bestimmt. Da diese Luftsäule vom Spieler verändert werden kann, genügt ein einziges Rohrblatt am Instrument, um alle Tonhöhen innerhalb eines großen Bereiches (beispielsweise drei Oktaven) erzeugen zu können.

### Sonstige Stimmzungen
Die Zunge im engeren Sinn (und zwar in der Ausprägung als Durchschlagzunge, siehe unten) wird beispielsweise in Harmonikainstrumenten wie der Mundharmonika und dem Akkordeon verwendet. Unter Normalbedingungen schwingt sie mit ihrer durch Material und Abmessungen gegebenen Eigenfrequenz. Vereinfacht beschrieben bringt jede Zunge daher nur eine einzige Tonhöhe hervor. Eine Luftsäule (Resonanzraum), die mit der Zunge in Verbindung steht, beeinflusst die Klangfarbe, aber Lautstärke und Tonhöhe werden nur geringfügig beeinflusst. Mit der Bezeichnung Zunge oder Stimmzunge ist in der Praxis meist dieser Grundtyp gemeint. Genauere Beschreibung siehe Hauptartikel: Durchschlagende Zunge.
Trotz dieses wesentlichen Funktionsunterschiedes werden beide Arten in der allgemein-musiktheoretischen Literatur oft unterschiedslos als Zungen oder auch Lamellen bezeichnet. In der Instrumentensystematik von Hornbostel und Sachs sind sowohl Zungen- als auch Rohrblattinstrumente selbstklingende Unterbrechungs-Aerophone.

## Bauformen
Bei beiden Grundtypen gibt es drei mögliche Bauformen: als durchschlagende Zunge, aufschlagende Zunge und Gegenschlagzunge.
Die durchschlagende Zunge, auch als freischwingende Zunge oder Stimmzunge bezeichnet, kann durch eine zugehörige Öffnung hindurch schwingen. Die Schwingung entsteht, indem ein Luftstrom die Zunge durch die Öffnung drückt, so dass er passieren kann. Die federnde Zunge schwingt nun durch die Öffnung zurück, dabei wird die Öffnung kurz verschlossen, wodurch der Luftstrom unterbrochen wird. Der entstehende Staudruck drückt die Zunge wieder durch die Öffnung usw.
Die aufschlagende Zunge – als Rohrblatt einfaches Rohrblatt genannt – ist auf einem Träger vor einer Öffnung angebracht und verschließt diese bis auf einen Spalt. Beim Anblasen strömt der Luftstrom durch die Öffnung, durch den von der Strömung erzeugten Unterdruck wird der Spalt verschlossen, der Luftstrom wird also unterbrochen, die Zunge schwingt dadurch in die Ausgangslage zurück, die Luft kann erneut durch die Öffnung streichen usw.
Die Gegenschlagzunge – als Rohrblatt Doppelrohrblatt genannt – besteht aus zwei gleichen Zungen, die am Ende eines Luftrohres befestigt sind, einander spiegelbildlich gegenüberstehen und im Ruhezustand einen schmalen Spalt zwischen sich frei lassen. Die Luft strömt durch diesen Spalt in das Rohr. Der Unterdruck der Strömung lässt die Zungen gegeneinander schlagen und so den Spalt schließen. Die Federwirkung der Zungen öffnet den Spalt wieder usw.

## Material von Rohrblättern
Die Einfach- oder Doppelrohrblätter von Holzblasinstrumenten werden aus Pfahlrohr hergestellt, das in Südfrankreich, Spanien und Argentinien wächst. Daher stammt die Bezeichnung Rohrblatt. Musiker nennen das fertige Doppelrohrblattmundstück meist einfach Rohr.
Für Doppelrohrblätter in Sackpfeifen wird heute auch Polystyrol verwendet. Das Material wird häufig aus den Seitenwänden von Joghurtbechern geschnitten, da das Material in diesem Fall bereits die notwendige Wölbung besitzt. Es gibt auch, beispielsweise für Übungszwecke, Oboen- und Fagott-Rohre aus Fiberglas.

## Material für sonstige Zungen
Für durchschlagende Zungen wird hauptsächlich Metall verwendet. Auch manche aufschlagenden Zungen bestehen aus Metall. Die Zungen für Akkordeons wurden früher aus Bronze oder Messing angefertigt, heute vor allem aus Stahl. Die Stimmzungen für Mundharmonikas werden auch heute noch aus speziellen Messinglegierungen angefertigt, weil Stahlzungen durch die feuchte Atemluft korrodieren (rosten) würden. Aber auch andere Materialien für Stimmzungen sind denkbar, zum Beispiel wurden Prototypen von Stimmzungen aus Titan angefertigt.
In Sackpfeifen wird heute auch Polystyrol oder glasfaserverstärkter Kunststoff für die aufschlagenden Zungen der Bordunpfeifen verwendet. Kindermundharmonikas aus Plastik haben meist Plastikstimmzungen.

## Instrumente mit Rohrblatt

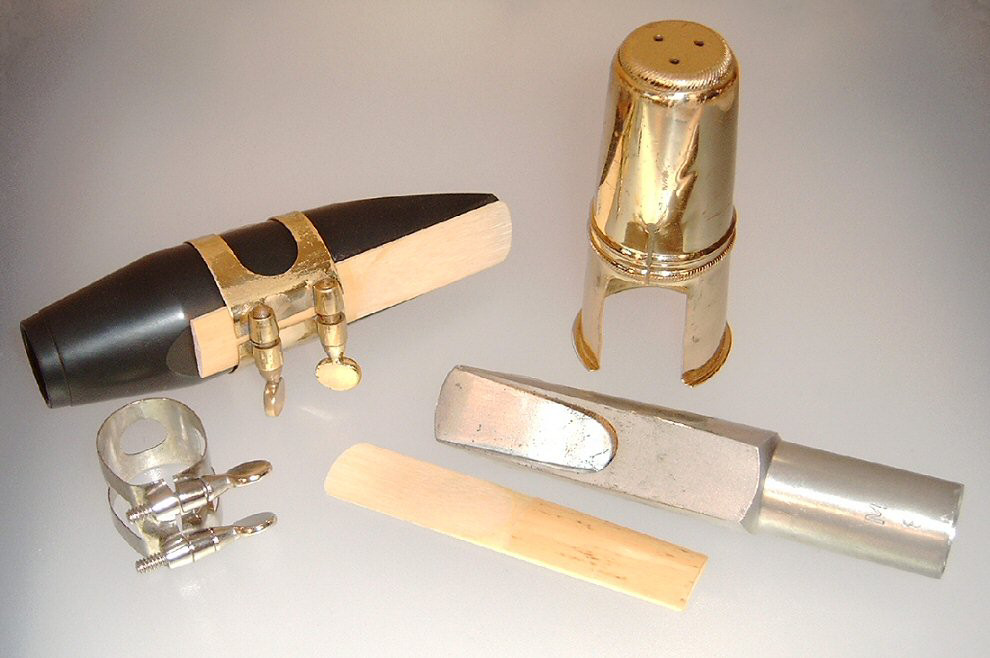
Rohrblatt-Mundstück für Tenorsaxophon

### Einfachrohrblatt
Von Musikern wird das Einfachrohrblatt kurz als „Blatt“ bezeichnet. Einfachrohrblätter werden an den Mundstücken von Klarinetten und Saxophonen verwendet. Zu den ältesten Instrumenten mit Einfachrohrblatt gehören die heute noch verwendete Launeddas aus Sardinien und das Sipsi aus dem vorderen Orient.

### Doppelrohrblatt

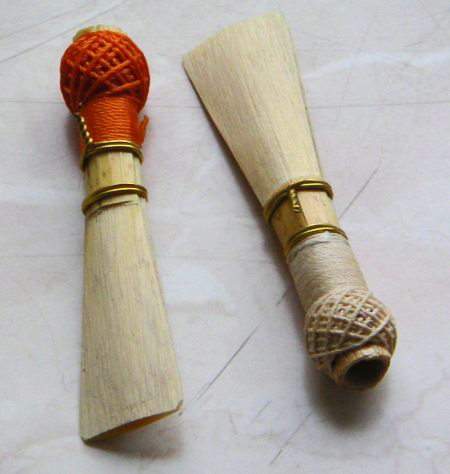
Doppelrohrblätter für Fagott

Von Musikern wird das Doppelrohrblatt kurz als „Rohr“ bezeichnet. Doppelrohrblätter werden an Schalmeiinstrumenten wie Oboe, Fagott, Suona, Zurna, Pi Chanai, Pi Or und in den Spielpfeifen vieler Sackpfeifenformen verwendet. Eines der ältesten Instrumente mit Doppelrohrblättern ist das Aulos aus Griechenland. Der Klang der antiken griechischen Auloi ist dem des im heutigen Armenien gespielten Duduk ähnlich.

## Sonstige Instrumente mit Zungen

### Durchschlagende Zunge

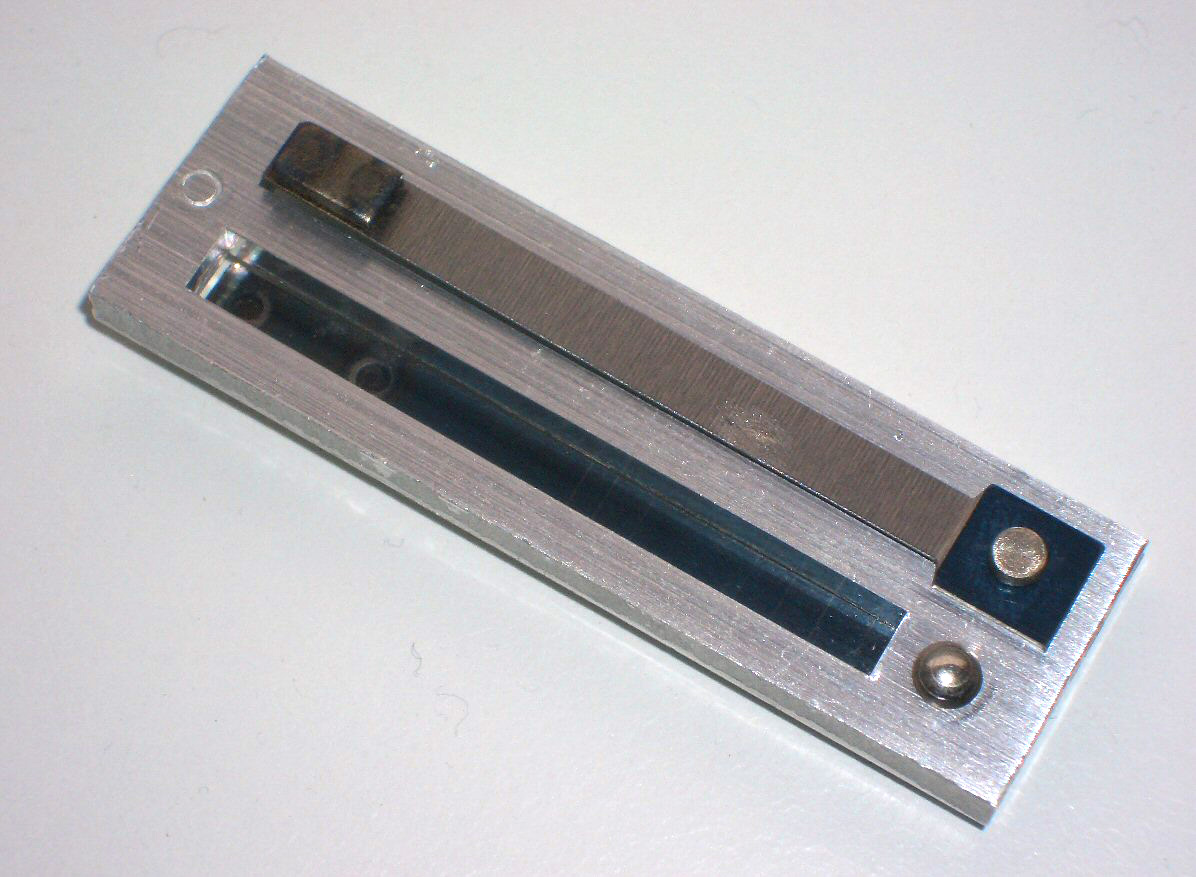
Harmonika-Stimmplatte mit durchschlagender Zunge

Zu den Instrumenten mit Durchschlagzungen gehören das Harmonium, das Akkordeon und seine Varianten, die Mundharmonika, die ost- und südostasiatischen Mundorgeln (Sheng, Shō, Khaen, Qeej, Hulusi) und manche Orgelpfeifen. Die wie eine Flöte aussehende Bawu hat eine einzelne Durchschlagzunge, ihre Tonhöhe kann mittels Grifflöchern über etwa eine Oktave verändert werden; insofern steht es zwischen den Zungen- und den Rohrblattinstrumenten.
Bei der Maultrommel wird die durchschlagende Zunge durch einen Finger angeregt. Der gleichzeitige Atemluftstrom verstärkt und verlängert nur den Ton, zur eigentlichen Tonerzeugung ist er konstruktionsbedingt selten verwendbar.

### Aufschlagende Zunge

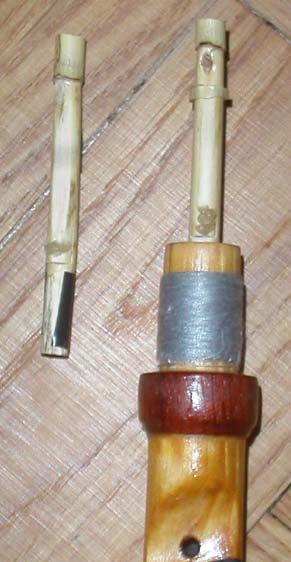
Aufschlagende Zunge der schwedischen Sackpfeife

Aufschlagende Zungen werden in den Bordunpfeifen vieler Sackpfeifen und vor allem in den meisten Lingualpfeifen von Orgeln verwendet.

### Gegenschlagzunge
Gegenschlagzungen gibt es in den Bordunpfeifen mancher Sackpfeifen.

### Einflüsse auf die Tonhöhe von Zungen
Die Tonhöhe wird beeinflusst von den Dimensionen, dem Material und der Form der Zunge sowie bei aufschlagenden Zungen der Aufschlagsfläche und zu einem geringen Anteil vom Luftdruck. Die Höhe des entstehenden Tons ist von der Masseverteilung der Zunge abhängig. Eine durchschlagende oder aufschlagende Zunge kann höher gestimmt werden, indem man am freien Ende ein wenig Material abnimmt, wodurch sie an Trägheit verliert, oder tiefer, indem man dort etwas Material hinzufügt. Ebenso wird sie tiefer, wenn man in der Mitte Material wegnimmt. Im Allgemeinen reagieren durchschlagende Zungen weniger auf Luftdruckveränderungen als aufschlagende Zungen und Gegenschlagzungen.